# Tremolat
Tremolat (en francès Trémolat) és un municipi francès situat al departament de la Dordonya i a la regió de la Nova Aquitània.

## Demografia
| 1962                                       | 1968 | 1975 | 1982 | 1990 | 1999 | 2007 |
| ------------------------------------------ | ---- | ---- | ---- | ---- | ---- | ---- |
| 516                                        | 566  | 508  | 542  | 625  | 570  | 666  |
| Des de 1962: població sense dobles comptes |      |      |      |      |      |      |

## Administració
| Període   | Identitat      | Partit |
| --------- | -------------- | ------ |
| 1977-1989 | Michel Labroue | PRG    |
| 1995-     | Éric Chassagne |        |